# Campanus (Gemmenschneider)
Campanus war ein antiker römischer Gemmenschneider, der im 1. Jahrhundert in Pompeji tätig war.
Campanus ist nur noch aufgrund eines an der Fassade eines Sacellums an der Nordostecke einer Villa an der Via dell’Abbondanza gefundenen Graffitos bekannt, in dem er vom Graveur Priscus gegrüßt wird:
Weitere Informationen zu Campanus sind nicht überliefert, erhaltene Werke sind ihm nicht zuzuschreiben.

## Einzelbelege
1. ↑  II 4.7.
2. ↑  CIL 4, 8505

| Personendaten    | Personendaten                              |
| ---------------- | ------------------------------------------ |
| NAME             | Campanus                                   |
| KURZBESCHREIBUNG | antiker römischer Toreut                   |
| GEBURTSDATUM     | 1. Jahrhundert v. Chr. oder 1. Jahrhundert |
| STERBEDATUM      | 1. Jahrhundert                             |